# Tadeusz Pszczołowski
Tadeusz Pszczołowski (ur. 6 sierpnia 1922 w Wilnie, zm. 17 grudnia 1999 w Warszawie) – polski filozof i prakseolog, profesor Instytutu Filozofii i Socjologii PAN.

## Życiorys
Studia wyższe na Uniwersytecie Warszawskim ukończył w 1949 r. Pracę magisterską, a później również prace: doktorską i habilitacyjną, napisał z zakresu prakseologii. Był uczniem Tadeusza Kotarbińskiego. Jako filozof interesował się prakseologią i teorią organizacji. Pracował w Instytucie Organizacji i Kierowania, kierował Zakładem Prakseologii i Naukoznawstwa Instytutu Filozofii i Socjologii PAN. Otrzymał tytuł profesora nauk humanistycznych. Był redaktorem naczelnym kwartalnika „Prakseologia” i rocznika „Praxiology”.
Interesował się również zagadnieniami radia i telewizji, pracował w Polskim Radiu i Telewizji Polskiej.
Książki profesora Pszczołowskiego zostały przetłumaczone na języki obce, m.in. bułgarski, litewski, niemiecki, węgierski. 

## Twórczość
- W świecie radiotechniki, (współautor St. Edward Bury), Wiedza Powszechna, Warszawa 1955
- Jak mówić przed kamerą, Seria: Redakcja Studiów i Oceny Programu nr 3, Warszawa 1959
- Radio mówi, gra i śpiewa, Nasza Księgarnia, Warszawa 1960
- Umiejętność przekonywania i dyskusji, seria Sygnały, Wiedza Powszechna, Warszawa 1962
- Zaklęty dźwięk, Nasza Księgarnia, Warszawa 1964
- Praca człowieka, Wiedza Powszechna, Warszawa, 1966
- Klucze do celu, Nasza Księgarnia, Warszawa 1967
- Zasady sprawnego działania, Wiedza Powszechna, Warszawa, 1967
- Mała encyklopedia prakseologii i teorii organizacji, Zakład Narodowy im. Ossolińskich. Wydawnictwo, 1978
- Dylematy sprawnego działania, Wiedza Powszechna, Warszawa, 1982 ISBN 83-214-0280-1